# Pieter Bleeker
Pieter Bleeker ( Zaandam, 10 de julio de 1819, - La Haya, 24 de enero de 1878) fue un naturalista, médico, anatomista comparativo e ictiólogo neerlandés, experto en el estudio comparado de los peces -fundamento de la ictiología- del este asiático.

## Biografía académica

### Trabajos de campo
Desempeñó un trabajo como oficial médico en la Armada Holandesa de las Indias Orientales entre 1842 y 1860, destinado en Indonesia durante la etapa de este país como colonia de los Países Bajos. Durante este tiempo hizo la mayor parte de su trabajo como ictiólogo por el que es reconocido como científico. También trabajó en herpetología, describiendo muchas nuevas especies de reptiles.
Muchos de los especímenes que catalogaba los obtenía directamente de los pescadores indonesios, pero también estableció una extensa red de contactos para recibir especímenes de peces de otras zonas del este de Asia bajo dominio de otros gobiernos. Llegó a recolectar 12 000 especímenes, muchos de los cuales se conservan hoy en el Museo de Historia Natural de Leiden

### Publicaciones
Tras su regreso a los Países Bajos en 1860, publicó su Atlas Ichthyologique, una recopilación detallada de todos sus estudios en Indonesia, con cerca de 1500 ilustraciones. Fue publicado en 36 volúmenes entre 1862 y su muerte en 1878.
Bleeker publicó más de 500 trabajos sobre ictiología, describiendo en ellos 511 nuevos géneros y 1925 nuevas especies.
- 1859. Enumeratio specierum piscium hucusque in Archipelago indico observatarum, adjectis habitationibus citationibusque, ubi descriptiones earum recentiores reperiuntur, nec non speciebus Musei Bleekeriani Bengalensibus, Japonicis, Capensibus Tasmanicisque. Acta Soc. Sci. Indo-Neerl 6: i–xxxvi + 1–276

- 1862-1878. Atlas Ichthyologique des Indes Orientales Néerlandaises – reeditado en 1983 por el Smithsonian Institution Press (Washington, D.C.)

- 1874. Typi nonnuli generici piscium neglecti. Versl. Akad. Ámsterdam (Ser. 2 ) 8: 367–371

- Atlas ichtyologique des Indes Orientales néerlandaises. Publié sous les auspices du gouvernement colonial néerlandais. Smithsonian Institution, Washington D. C. 1977, 2 tomos, ISBN 0-876666365

## Honores

### Eponimia
- (Apocynaceae) Bleekeria Hassk.[3]

- (Euphorbiaceae) Bleekeria Miq.[4]

- Bleekeria Günther, 1862, género de peces.

## Fuente
- Esta obra contiene una traducción  derivada de «Pieter Bleeker» de Wikipedia en inglés, publicada por sus editores bajo la Licencia de documentación libre de GNU y la Licencia Creative Commons Atribución-CompartirIgual 4.0 Internacional.

## Abreviatura (zoología)
La abreviatura Bleeker  se emplea para indicar a Pieter Bleeker como autoridad en la descripción y taxonomía en zoología.

- Datos: Q446239
- Multimedia: Pieter Bleeker / Q446239
- Especies: Pieter Bleeker